# 池坊専慶
池坊 専慶（いけのぼう せんけい、生没年不詳）は、室町時代中期の京都頂法寺（六角堂）池坊の僧侶。
華道・池坊においては小野妹子の末裔であると伝承され、流祖と位置づけられる。

## 概要
寛正年間（1460年～1466年）頃、あるいはやや遡った頃の人物で、この時期の史料では頂法寺の寺務を行っていた「花」の上手と記される。禅僧雲泉大極が記した『碧山日録』によれば、寛正3年（1462年）、「春公（一説には鞍智高春）」に招かれて金瓶に草花数十枝を挿し、洛中の好事家が競って見物したという。
慶長4年（1599年）に京都東福寺の僧月渓聖澄が記した「百瓶華序」に池坊の元祖と書かれる。